# Liste der Baudenkmale in Dargaville
Die Liste der Baudenkmale in Dargaville umfasst alle vom New Zealand Historic Places Trust (NZHPT) als „Historic Place“ oder „Historic Area“ eingestuften Baudenkmale und Flächendenkmale der neuseeländischen Ortschaft Dargaville. Die Angaben stammen aus dem Register des NZHPT. Die Bezeichnungen der Baudenkmale orientieren sich an diesem Register. In die Liste werden auch bekannte Wahi Tapu (Area), kulturell und religiös bedeutsame Stätten und Gebiete der Māori, aufgenommen. Sie werden jedoch meist nicht publiziert.

| Bild | Bezeichnung                                                | Ort        | Anschrift                                                      | Beschreibung                                                                                         | Bauzeit | Eintrag           | Nummer | Kat. |
| ---- | ---------------------------------------------------------- | ---------- | -------------------------------------------------------------- | --- | ------- | ----------------- | ------ | ---- |
| BW   | Post Office                                                | Dargaville | Ecke 42 Normanby Street und Hokianga Road Karte                | ehemaliges Postamt                                                                                   | 1914    | 29. November 1985 | 3827   | 1    |
| BW   | Commercial Hotel                                           | Dargaville | 73-77 River Road Karte                                         | Hotel                                                                                                | 1876    | 23. Juni 1983     | 0471   | 2    |
| BW   | Holy Trinity Church (Anglican)                             | Dargaville | 54-58 Hokianga Road Karte                                      | Anglikanische Kirche                                                                                 | 1878    | 23. Juni 1983     | 0476   | 2    |
| BW   | Central Hotel                                              | Dargaville | Victoria Street und Edward Street Karte                        | Hotel                                                                                                | 1876    | 23. Juni 1983     | 3825   | 2    |
| BW   | Allied Farmers Building (Wairoa Stores Former)             | Dargaville | 37 Normanby Street Karte                                       | ehemaliger Laden                                                                                     | n.a.    | 6. September 1984 | 3850   | 2    |
| BW   | War Memorial Band Rotunda (Dargaville)                     | Dargaville | Victoria Street/Edward Street (an der Küste) Karte             | Musikpavillon als Gedenkstätte für den Ersten Weltkrieg                                              | 1928    | 6. September 1984 | 3851   | 2    |
| BW   | Bungalow                                                   | Dargaville | 165 Victoria Street Karte                                      | Bungalow                                                                                             | n.a.    | 6. September 1984 | 3852   | 2    |
| BW   | Cottage                                                    | Dargaville | 143 River Road, Mangawhare Karte                               | kleines Holzhaus                                                                                     | n.a.    | 6. September 1984 | 3853   | 2    |
| BW   | Cottage                                                    | Dargaville | 145 River Road, Mangawhare Karte                               | kleines Holzhaus                                                                                     | n.a.    | 6. September 1984 | 3854   | 2    |
| BW   | Boat Building Sheds (3 Buildings) (Former)                 | Dargaville | River Road Karte                                               | drei hölzerne Bootsschuppen                                                                          | n.a.    | 6. September 1984 | 3855   | 2    |
| BW   | Gum Diggers Hut                                            | Dargaville | 32 Mt Wesley Coast Road, Dargaville Museum, Harding Park Karte | Hütte eines Gum Diggers im Inneren des Dargaville Museums                                            | n.a.    | 6. September 1984 | 3856   | 2    |
| BW   | Hosking House (Former)                                     | Dargaville | 48 Hokianga Road Karte                                         | Wohnhaus                                                                                             | n.a.    | 6. September 1984 | 3857   | 2    |
| BW   | House                                                      | Dargaville | 49 Hokianga Road Karte                                         | Wohnhaus                                                                                             | n.a.    | 6. September 1984 | 3858   | 2    |
| BW   | Library & Temporary Museum                                 | Dargaville | 43 Hokianga Road Karte                                         | Holzhaus der Gemeindeverwaltung                                                                      | n.a.    | 6. September 1984 | 3859   | 2    |
| BW   | Lions Centre                                               | Dargaville | 25 Hokianga Road Karte                                         | Holzgebäudes des örtlichen Lions Club                                                                | n.a.    | 6. September 1984 | 3860   | 2    |
| BW   | Northern Wairoa Hotel                                      | Dargaville | 70 Victoria Street und Hokianga Road Karte                     | Hotel                                                                                                | n.a.    | 6. September 1984 | 3861   | 2    |
| BW   | Doctor's Residence and Surgery                             | Dargaville | 46 Hokianga Road Karte                                         | Arztwohnhaus und Praxis                                                                              | n.a.    | 6. September 1984 | 3862   | 2    |
| BW   | Mt Pleasant Hospital (Former)                              | Dargaville | 80A Hokianga Road Karte                                        | Ehemaliges Krankenhaus                                                                               | n.a.    | 6. September 1984 | 3939   | 2    |
| BW   | Marriner House                                             | Dargaville | 61 River Road, Mangawhare Karte                                | Wohnhaus                                                                                             | n.a.    | 6. September 1984 | 3940   | 2    |
| BW   | Salvation Army Building (Formerly Borough Council Offices) | Dargaville | 28 Hokianga Road Karte                                         | kleines Gebäude, früher Büro des Borough Council                                                     | n.a.    | 6. September 1984 | 3941   | 2    |
| BW   | House (Vicarage)                                           | Dargaville | 58 Hokianga Road Karte                                         | Wohnhaus, erbaut von Charles Henry Mansill (1859–1945).                                              | n.a.    | 6. September 1984 | 7219   | 2    |
| BW   | River Road Historic Area                                   | Dargaville | River Road, Mangawhare Karte                                   | Straßenzug mit mehreren kleinen Holzhäusern, Hausnummern 7, 9, 11, 13, 15, 17, 23, 25, 27 River Road | n.a.    | 6. September 1984 | 7002   | HA   |